# Flor da Rosa
Flor da Rosa is een plaats (freguesia) in de Portugese gemeente Crato en telt 328 inwoners (2001).

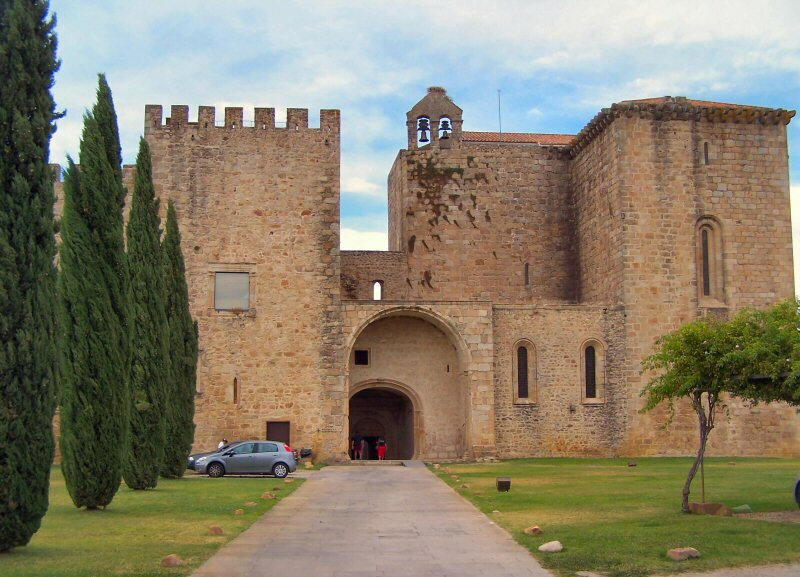
Kasteel